# 銀器

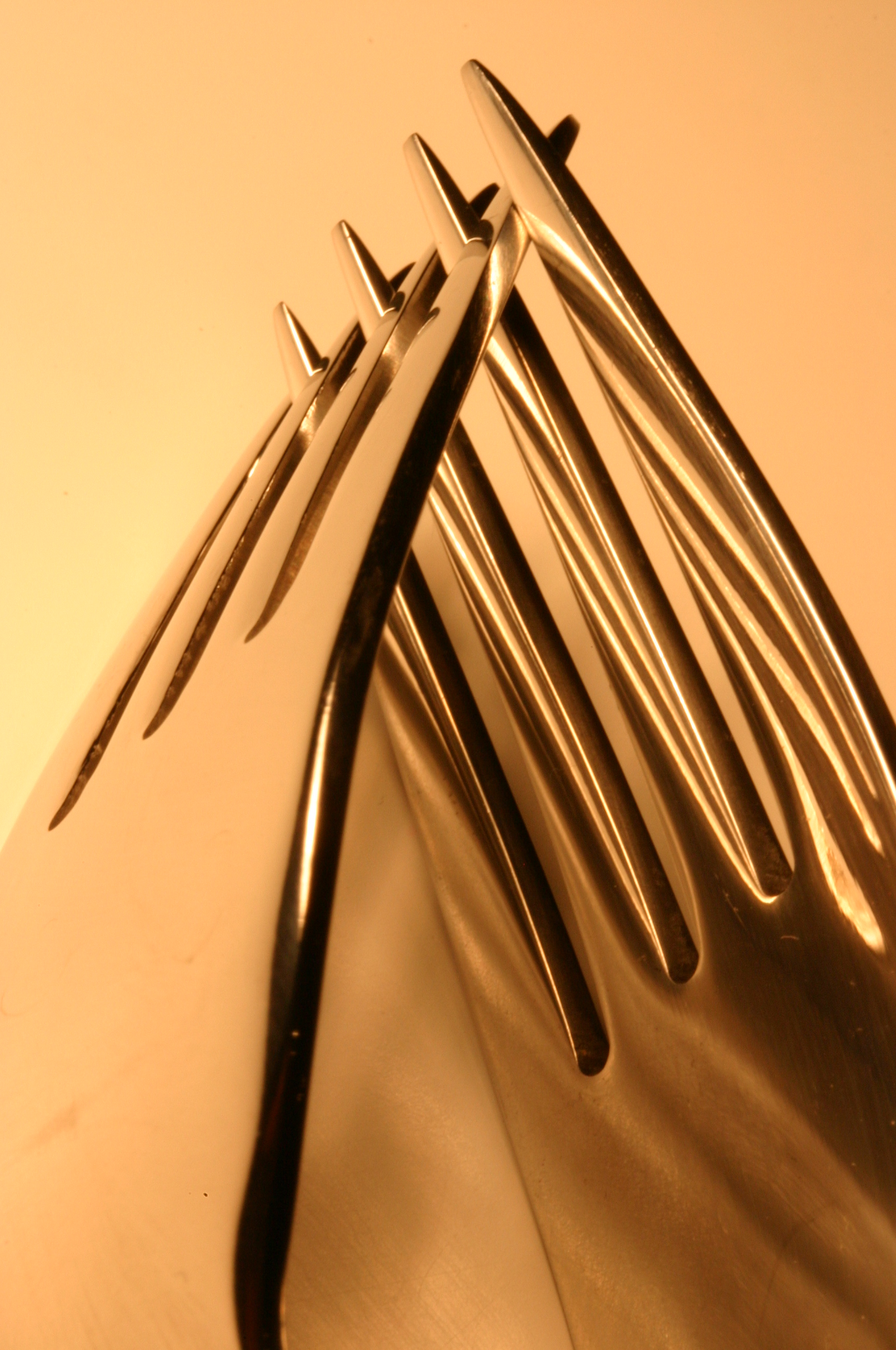
銀餐叉

銀器泛指以銀為材質制作而成的家用器物和首饰。家用银器常见的有燭台和餐具等，银飾常见的包括戒指、耳環及項鍊。

## 銀器變黑
銀器變黑，是因銀接觸到空氣中的硫化氫，發生化學反應變成黑色的硫化銀。